# Magang (köpinghuvudort i Kina, Hubei Sheng, lat 29,18, long 113,77)
Magang (kinesiska: 马港, 马港镇) är en köpinghuvudort i Kina. Den ligger i provinsen Hubei, i den centrala delen av landet, omkring 160 kilometer söder om provinshuvudstaden Wuhan. Antalet invånare är 29 126. Befolkningen består av 14 258 kvinnor och 14 868 män. Barn under 15 år utgör 20,0 %, vuxna 15-64 år 67 %, och äldre över 65 år 11,0 %.
Runt Magang är det ganska tätbefolkat, med 248 invånare per kvadratkilometer. Närmaste större samhälle är Daping, 18,1 km norr om Magang. I omgivningarna runt Magang växer i huvudsak blandskog.
Genomsnittlig årsnederbörd är 2 078 millimeter. Den regnigaste månaden är maj, med i genomsnitt 321 mm nederbörd, och den torraste är januari, med 54 mm nederbörd.